# Till Steffen

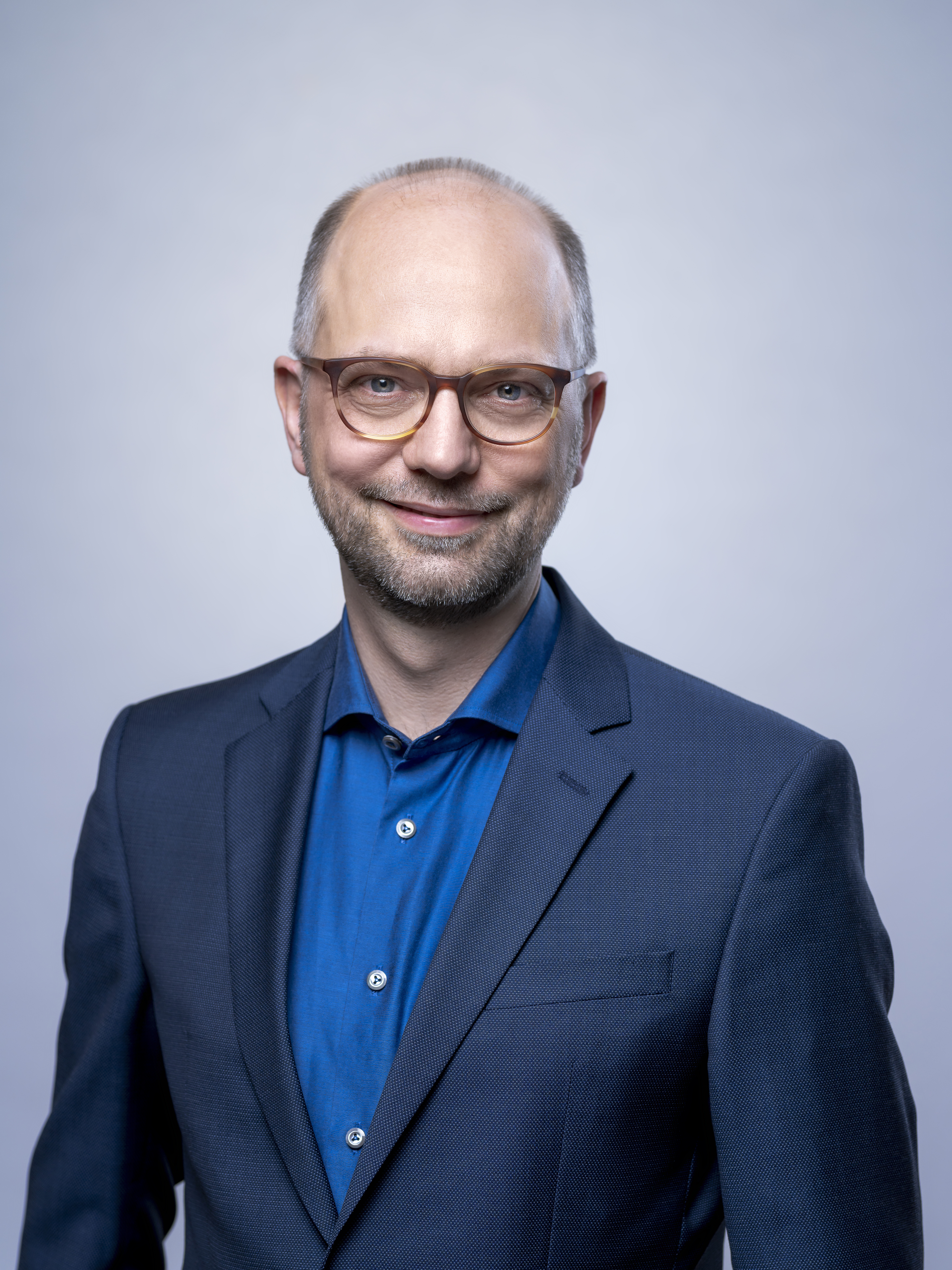
Till Steffen (2020)

Till Benjamin Steffen (* 22. Juli 1973 in Wiesbaden-Sonnenberg) ist ein deutscher Politiker (Bündnis 90/Die Grünen).
Steffen ist seit 2021 Mitglied des Deutschen Bundestags. Zuvor war er von 2008 bis 2010 und von 2015 bis 2020 Justizsenator der Freien und Hansestadt Hamburg in den Senaten von Beust III, Ahlhaus, Scholz II und Tschentscher I.

## Leben
Steffen studierte Jura an den Universitäten Mainz, Hamburg sowie Aberdeen und promovierte 2004 im Bereich des europäischen Naturschutzrechts. Seitdem arbeitet er als Rechtsanwalt mit Schwerpunkt im Verwaltungsrecht zuerst in der Kanzlei von Harten und seit 2008 bei der Sozietät elblaw Rechtsanwälte.
Er lebt seit 1997 in Hamburg und ist seit 2006 mit Heike Opitz verheiratet, mit der er zwei Kinder hat.

## Politik
Steffen ist seit 1990 Mitglied der Grünen. Vor seiner Zeit in Hamburg war er von 1993 bis 1997 als Stadtverordneter in Wiesbaden tätig. 1994 gründete er die Grüne Jugend mit und war Mitglied im ersten Bundesvorstand. Von 1999 bis 2000 war er Mitglied im Landesvorstand der Grün-Alternativen Liste (GAL) in Hamburg. Zwischen 2001 und 2004 war er Fraktionsvorsitzender der GAL in der Eimsbütteler Bezirksversammlung.
Vom 17. März 2004 bis zum 20. Oktober 2021 war er Mitglied der Hamburgischen Bürgerschaft. In der 18. Wahlperiode war er Mitglied im Innenausschuss, Rechtsausschuss, Verfassungsausschuss und dem Sonderausschuss Verwaltungsreform. Zudem war er Mitglied im Kontrollgremium „Verfassungsschutz“ und dem Parlamentarischen Untersuchungsausschuss „Informationsweitergabe“.
Bei der Bürgerschaftswahl in Hamburg 2008 kandidierte Till Steffen auf Platz eins der Wahlkreisliste im Wahlkreis 5 Rotherbaum – Harvestehude – Eimsbüttel-Ost erneut für die Hamburgische Bürgerschaft. In der 19. Wahlperiode war er einer von 12 Abgeordneten der GAL-Fraktion. In seiner Fraktion war er zudem Sprecher für die Bereiche Justiz sowie Recht, Bezirke und Verfassungsschutz.
Till Steffen wurde am 7. Mai 2008 in den Senat der Freien und Hansestadt Hamburg unter dem Ersten Bürgermeister Ole von Beust berufen. Als Senator war er Präses der Justizbehörde (Justizsenator) in der ersten schwarz-grünen Koalition auf Länderebene (Senat von Beust III, ab 25. August 2010 Senat Ahlhaus). Nach der Aufkündigung der Koalition durch die GAL entließ der neue Erste Bürgermeister Christoph Ahlhaus am 29. November 2010 Senator Steffen und die übrigen GAL-Senatsmitglieder. Sein Bürgerschaftsmandat ruhte bis zu jener Zeit und wurde durch Jenny Weggen wahrgenommen, die ihm nach der Auflösung der Koalition weichen musste.
Für die vorgezogene Bürgerschaftswahl im Februar 2011 kandidierte Steffen erneut in seinem Wahlkreis (Platz 1 sowie Platz 4 der Landesliste der GAL). Er zog über den Wahlkreis als Mitglied der 20. Wahlperiode wieder in die Bürgerschaft ein.
Anfang Juni 2014 erklärte Steffen offiziell seine Bewerbung um die Spitzenkandidatur der Grünen für die Bürgerschaftswahl 2015. Er unterlag bei der Aufstellung des Spitzenteams der Grünen Hamburg am 27. September 2014 mit 124 zu 131 Stimmen knapp gegenüber Jens Kerstan. Bei der Bürgerschaftswahl 2015 errang Steffen ein Direktmandat in seinem Wahlkreis und war damit ab März 2015 Mitglied der 21. Hamburgischen Bürgerschaft.
Im Rahmen der Koalitionsverhandlungen für den zweiten Hamburger rot-grünen Senat bekamen die Grünen das Vorschlagsrecht für die Besetzung von drei Behörden. Auf einer Landesmitgliederversammlung am 12. April wurde Steffen mit starker Mehrheit für das Amt des Justizsenators benannt.
Am 15. April wurde Steffen von der Bürgerschaft zum Senator für Justiz und Gleichstellung gewählt. Nach der Wahl von Peter Tschentscher zum Ersten Bürgermeister, welche aufgrund des Wechsels von Olaf Scholz in das Bundesministerium der Finanzen des Kabinetts Merkel IV notwendig geworden war, wurde Steffen in gleicher Funktion auch Mitglied des Senats Tschentscher.
In Zusammenhang mit der Suche nach dem Täter des Terroranschlags auf den Berliner Weihnachtsmarkt wurde Steffen anfangs vorgeworfen, die öffentliche Fahndung auf Facebook aus Angst vor Hasskommentaren um 12 Stunden verzögert zu haben. Der Vorwurf der Verzögerung erwies sich jedoch als haltlos, da die Justizbehörde in dieser Frage keine eigene Zuständigkeit hat und die Polizei der Bitte des Generalbundesanwalts sofort hätte nachkommen können. Steffen erteilte bei Bekanntwerden unmittelbar seine Zustimmung.
2020 wurde er über die Landesliste erneut in die Bürgerschaft gewählt. Bei der Wahl des Senats Tschentscher II war er nicht mehr für das Amt des Justizsenators vorgesehen. In der um den Verbraucherschutz ergänzten Behörde folgte ihm Anna Gallina nach. Steffen kündigte stattdessen an, bei der Bundestagswahl 2021 kandidieren zu wollen. Ende September 2020 wurde Steffen auf einer Wahlkreisversammlung als Direktkandidat des Wahlkreises Hamburg-Eimsbüttel gewählt. Bei der Bundestagswahl am 26. September 2021 konnte er den Wahlkreis gewinnen und zog somit in den Bundestag ein. Im Zuge dessen legte er im Oktober 2021 sein Bürgerschaftsmandat nieder. Für ihn rückte Sonja Lattwesen nach. Am 7. Dezember 2021 wurde er zu einem der drei Parlamentarischen Geschäftsführer seiner Bundestagsfraktion gewählt.
Im Deutschen Bundestag war Steffen in der 20. Wahlperiode stellvertretender Vorsitzender des Parlamentarischen Freundeskreises Berlin-Taipeh.
In der Bundestagswahl 2025 hat Till Steffen das Direktmandat für den Bundestagswahlkreis Hamburg-Eimsbüttel erneut gewonnen. Er erhielt 27,8 Prozent der Erststimmen. Der Unterlegene, Kanzleramtschef Wolfgang Schmidt (SPD), konnte mit 26 Prozent auch über die Landesliste nicht in den Bundestag einziehen. Steffen ist im 21. Deutschen Bundestag ordentliches Mitglied im Ausschuss für Recht und Verbraucherschutz sowie stellvertretendes Mitglied im Verteidigungsausschuss und im Richter-Wahlausschuss.
Till Steffen ist Mitglied der Parlamentariergruppe der überparteilichen Europa-Union Deutschland, die sich für ein föderales Europa und den europäischen Einigungsprozess einsetzt.